# 3-fluormetkatinon
3-fluormetkatinon (alternativni naziv: 3-FMC ) je psihotropna tvar. Dio skupine novih psihoaktivnih tvari. U Hrvatskoj su uvrštene izmjenama i dopunama uvrštene na Popis droga, psihotropnih tvari i biljaka iz kojih se može dobiti droga te tvari koje se mogu uporabiti za izradu droga donesenim od strane Ministarstva zdravstva i socijalne skrbi Republike Hrvatske ( Narodne novine br.: 19, 11. veljače 2011.).  
Kemijsko ime je 1-(3-fluorfenil)-2-metilaminopropan-1-on . Identificiran je kao novi kemijski spoj u kapsulama označen kao hrana za biljke, a dostupan je na internetu. Pretraživanjem internetskih foruma došlo se do saznanja da se navedena tvar koristi kao rekreacijska droga.

## Vanjske poveznice
- https://www.uredzadroge.hr  Arhivirana inačica izvorne stranice od 30. prosinca 2019. (Wayback Machine)
- https://www.nijd.uredzadroge.hr  Arhivirana inačica izvorne stranice od 30. prosinca 2019. (Wayback Machine)